# Shoemaker Glacier
Shoemaker Glacier är en glaciär i Antarktis. Den ligger i Östantarktis. Nya Zeeland gör anspråk på området. Shoemaker Glacier ligger 345 meter över havet.
Terrängen runt Shoemaker Glacier är varierad, och sluttar österut. Trakten är obefolkad. Det finns inga samhällen i närheten.